# Eugenio Musolino
Eugenio Musolino (Gallico, 20 giugno 1893 – Reggio Calabria, 2 settembre 1989) è stato un politico italiano.
Avvocato, fu membro dell'Assemblea Costituente, deputato e senatore della Repubblica.

## Biografia
Nato a Gallico in provincia di Reggio Calabria, educato con principi cattolici e di conservazione sociale, si dichiara interventista nella guerra '15-'18. Iscritto in Giurisprudenza all'Università di Messina, interrompe gli studi per partire volontario al fronte col grado di ufficiale di complemento. Impegnato in prima fila tanto da riportare gravi ferite, riceve la medaglia d'argento al valor militare.

### Inizio della carriera politica
Nel 1919, tornato dal fronte molto deluso e cambiato, Musolino inizia a Gallico un'accanita lotta politica contro gli agrari del luogo che sfruttavano i lavoratori contadini.
Nel 1920 completa gli studi interrotti per via della prima guerra mondiale e si laurea in Giurisprudenza presso l'Università di Messina. Contestualmente comincia ad esercitare la professione di avvocato e aderisce al Socialismo, fondando la sezione locale del partito.
Nel 1924 Musolino diviene comunista e dal 1926 assume il ruolo di dirigente della Federazione di Reggio e segretario di Soccorso Rosso.
L'adesione al Comunismo trasforma la vita di Musolino in un calvario: il Fascismo incalzante sospetta di lui, lo perseguita e, infine, lo condanna. Nel 1926 diventa segretario della federazione comunista reggina, ma viene mandato al confino, prima a Pietragalla, in provincia di Potenza, poi nelle isole siciliane di Pantelleria e Ustica. Il 21 novembre del 1926 viene arrestato e nel 1927 viene tradotto nel carcere dell'Ucciardone di Palermo, a disposizione del Tribunale Speciale che lo processa  il 4 maggio 1928 e lo condanna a 13 anni di reclusione, che iniziano con 25 mesi di segregazione durissima nel carcere toscano di Portolongone. Grazie al provvedimento di amnistia e indulto per il decennale della rivoluzione fascista (1932) viene scarcerato nel 1934 con la disposizione della misura di sorveglianza speciale per tre anni; e fa ritorno a Gallico.

### La carriera politica dopo la nascita della Repubblica
Caduto il Fascismo, Musolino riprende l'attività politica e rifonda, assieme ad altre personalità politiche di Reggio Calabria, la Federazione Provinciale del Partito Comunista. Viene eletto consigliere provinciale di Reggio e, dal 1946 al 1960 ininterrottamente, anche consigliere comunale. Viene altresì nominato commissario dei consorzi di bonifica, segretario della federazione reggina del Pci e membro del comitato centrale e della commissione di controllo del partito Comunista.
Ma la svolta politica avviene con la caduta della Monarchia: il 2 giugno del 1946, in occasione del Referendum Istituzionale, Musolino viene eletto membro dell'Assemblea Costituente.
Il 18 aprile 1948, in occasione delle prime elezioni politiche, Musolino viene nominato senatore di diritto, in virtù della III disposizione transitoria della Carta Costituzionale, insieme ad altri deputati della Costituente che avevano scontato più di cinque anni nelle carceri fasciste.
Nel 1953 Musolino risulta eletto alla Camera dei deputati e nel corso della legislatura assume l'incarico di Vicepresidente della Commissione Giustizia.
Numerosi sono i suoi discorsi e interventi parlamentari.
Eugenio Musolino è morto a Reggio Calabria il 2 settembre 1989 a 96 anni.

## Premi e riconoscimenti
- Nel 1977 ha ricevuto il Premio Sila sezione opera prima per Quarant'anni di lotte in Calabria.[1]
- Nel 2010 gli è stato conferito, alla memoria, il Premio Gallico (ambito politico).

## Opere pubblicate da Musolino
- Quarant'anni di lotte in Calabria (Teti Editore, 1977)
- Fazzoletto rosso - opera teatrale in quattro atti
- Umanità e Rivoluzione (La Procellaria Editrice)

## Curiosità
- Michele Musolino, nipote di Eugenio Musolino, è stato più volte sindaco di Reggio Calabria.